# Phanoxyla binoculata
Phanoxyla binoculata är en fjärilsart som beskrevs av Matsumura 1909. Phanoxyla binoculata ingår i släktet Phanoxyla och familjen svärmare. Inga underarter finns listade i Catalogue of Life.